# Clasificación para la Copa Asiática Femenina de la AFC de 2026
La clasificación para la Copa Asiática Femenina de la AFC 2026 será el torneo de clasificación para la Copa Asiática femenina de la AFC de 2026.
El torneo de clasificación decidirá ocho de los doce equipos participantes en el torneo final que se celebrará en Australia.
Junto con el país anfitrión, los tres mejores equipos del torneo final de la Copa Asiática Femenina de la AFC de 2022 también aseguraron la clasificación automática: China, Corea del Sur y Japón.
Un total de 34 equipos presentaron inscripciones para participar en las eliminatorias.
Este torneo también servirá como primera etapa de la clasificación asiática para la Copa Mundial Femenina de Fútbol de 2027 y el torneo olímpico de fútbol de 2028.
Los equipos se dividirán en ocho grupos y los ganadores de cada grupo se clasificarán para el torneo final.

## Formato
La competencia dividió a las veinticuatro selecciones en ocho grupos. El equipo ganador de cada grupo clasificó a la Copa Asiática femenina de la AFC de 2026.

## Sorteo
El sorteo se realizó el 27 de marzo de 2025 a las 15:00 MST ( UTC+8 ), en la AFC House de Kuala Lumpur.
Por primera vez en la historia del torneo, se espera que la clasificación para los sorteos de las eliminatorias y de la final se base en la última clasificación mundial femenina de la FIFA en el momento del sorteo. Anteriormente, los equipos se clasificaban según su desempeño en la fase final del torneo anterior y en las clasificaciones de la fase de clasificación.
El 26 de febrero de 2025, la AFC confirmó las ocho asociaciones que habían expresado su intención de organizar grupos de clasificación antes del sorteo. El torneo clasificatorio originalmente iba a contar con ocho grupos, uno de ellos compuesto por cinco equipos, mientras que los siete grupos restantes estarían compuestos por cuatro equipos cada uno. El 2 de marzo de 2025, la FIFA levantó la suspensión de la Federación de Fútbol de Pakistán, allanando el camino para que Pakistán participara en la clasificación. Como resultado, 34 equipos participarán en la clasificación. Dos grupos tendrán cinco equipos cada uno, y los seis grupos restantes tendrán cuatro equipos cada uno.

## Grupos

### Grupo A
País anfitrión:  Jordania
Los horarios indicados son UTC+3.
| Equipos      | Pts. | PJ | PG | PE | PP | GF | GC | Dif. |
| ------------ | ---- | -- | -- | -- | -- | -- | -- | ---- |
| Irán         | 0    | 0  | 0  | 0  | 0  | 0  | 0  | 0    |
| Jordania (A) | 0    | 0  | 0  | 0  | 0  | 0  | 0  | 0    |
| Líbano       | 0    | 0  | 0  | 0  | 0  | 0  | 0  | 0    |
| Singapur     | 0    | 0  | 0  | 0  | 0  | 0  | 0  | 0    |
| Bután        | 0    | 0  | 0  | 0  | 0  | 0  | 0  | 0    |

| 7 de julio de 2025 | Bután | 3:2 | Singapur | [[]], Amán, Jordania |  |
|                    |       |     |          | Árbitro(s):          |  |

| 7 de julio de 2025 | Líbano | 0:4 | Jordania | [[]], Amán, Jordania |  |
|                    |        |     |          | Árbitro(s):          |  |

| 10 de julio de 2025 | Singapur | 0:4 | Irán | [[]], Amán, Jordania |  |
|                     |          |     |      | Árbitro(s):          |  |

| 10 de julio de 2025 | Bután | 2:1 | Líbano | [[]], Amán, Jordania |  |
|                     |       |     |        | Árbitro(s):          |  |

| 13 de julio de 2025 | Irán | vs. | Bután | [[]], Amán, Jordania |  |
|                     |      |     |       | Árbitro(s):          |  |

| 13 de julio de 2025 | Jordania | vs. | Singapur | [[]], Amán, Jordania |  |
|                     |          |     |          | Árbitro(s):          |  |

| 16 de julio de 2025 | Líbano | vs. | Irán | [[]], Amán, Jordania |  |
|                     |        |     |      | Árbitro(s):          |  |

| 16 de julio de 2025 | Jordania | vs. | Bután | [[]], Amán, Jordania |  |
|                     |          |     |       | Árbitro(s):          |  |

| 19 de julio de 2025 | Singapur | vs. | Líbano | [[]], Amán, Jordania |  |
|                     |          |     |        | Árbitro(s):          |  |

| 19 de julio de 2025 | Irán | vs. | Jordania | [[]], Amán, Jordania |  |
|                     |      |     |          | Árbitro(s):          |  |

### Grupo B
País anfitrión:  Tailandia
Los horarios indicados son UTC+7.
| Equipos        | Pts. | PJ | PG | PE | PP | GF | GC | Dif. |
| -------------- | ---- | -- | -- | -- | -- | -- | -- | ---- |
| Tailandia (A)  | 0    | 0  | 0  | 0  | 0  | 0  | 0  | 0    |
| India          | 0    | 0  | 0  | 0  | 0  | 0  | 0  | 0    |
| Mongolia       | 0    | 0  | 0  | 0  | 0  | 0  | 0  | 0    |
| Timor Oriental | 0    | 0  | 0  | 0  | 0  | 0  | 0  | 0    |
| Irak           | 0    | 0  | 0  | 0  | 0  | 0  | 0  | 0    |

| 23 de junio de 2025 | Mongolia | vs. | India | [[]], Chiang Mai, Tailandia |  |
|                     |          |     |       | Árbitro(s):                 |  |

| 23 de junio de 2025 | Irak | vs. | Timor Oriental | [[]], Chiang Mai, Tailandia |  |
|                     |      |     |                | Árbitro(s):                 |  |

| 26 de junio de 2025 | Irak | vs. | Mongolia | [[]], Chiang Mai, Tailandia |  |
|                     |      |     |          | Árbitro(s):                 |  |

| 26 de junio de 2025 | Timor Oriental | vs. | Tailandia | [[]], Chiang Mai, Tailandia |  |
|                     |                |     |           | Árbitro(s):                 |  |

| 29 de junio de 2025 | India | vs. | Timor Oriental | [[]], Chiang Mai, Tailandia |  |
|                     |       |     |                | Árbitro(s):                 |  |

| 29 de junio de 2025 | Tailandia | vs. | Irak | [[]], Chiang Mai, Tailandia |  |
|                     |           |     |      | Árbitro(s):                 |  |

| 2 de julio de 2025 | India | vs. | Irak | [[]], Chiang Mai, Tailandia |  |
|                    |       |     |      | Árbitro(s):                 |  |

| 2 de julio de 2025 | Mongolia | vs. | Tailandia | [[]], Chiang Mai, Tailandia |  |
|                    |          |     |           | Árbitro(s):                 |  |

| 5 de julio de 2025 | Timor Oriental | vs. | Mongolia | [[]], Chiang Mai, Tailandia |  |
|                    |                |     |          | Árbitro(s):                 |  |

| 5 de julio de 2025 | Tailandia | vs. | India | [[]], Chiang Mai, Tailandia |  |
|                    |           |     |       | Árbitro(s):                 |  |

### Grupo C
País anfitrión:  Birmania
Los horarios indicados son UTC+6:30.
| Equipos      | Pts. | PJ | PG | PE | PP | GF | GC | Dif. |
| ------------ | ---- | -- | -- | -- | -- | -- | -- | ---- |
| Birmania (A) | 0    | 0  | 0  | 0  | 0  | 0  | 0  | 0    |
| Baréin       | 0    | 0  | 0  | 0  | 0  | 0  | 0  | 0    |
| Bangladés    | 0    | 0  | 0  | 0  | 0  | 0  | 0  | 0    |
| Turkmenistán | 0    | 0  | 0  | 0  | 0  | 0  | 0  | 0    |

| 29 de junio de 2025 | Birmania | vs. | Turkmenistán | [[]], Rangún, Birmania |  |
|                     |          |     |              | Árbitro(s):            |  |

| 29 de junio de 2025 | Baréin | vs. | Bangladés | [[]], Rangún, Birmania |  |
|                     |        |     |           | Árbitro(s):            |  |

| 2 de julio de 2025 | Bangladés | vs. | Birmania | [[]], Rangún, Birmania |  |
|                    |           |     |          | Árbitro(s):            |  |

| 2 de julio de 2025 | Turkmenistán | vs. | Baréin | [[]], Rangún, Birmania |  |
|                    |              |     |        | Árbitro(s):            |  |

| 5 de julio de 2025 | Birmania | vs. | Baréin | [[]], Rangún, Birmania |  |
|                    |          |     |        | Árbitro(s):            |  |

| 5 de julio de 2025 | Bangladés | vs. | Turkmenistán | [[]], Rangún, Birmania |  |
|                    |           |     |              | Árbitro(s):            |  |

### Grupo D
País anfitrión:  Indonesia
Los horarios indicados son UTC+7.
| Equipos       | Pts. | PJ | PG | PE | PP | GF | GC | Dif. |
| ------------- | ---- | -- | -- | -- | -- | -- | -- | ---- |
| China Taipéi  | 0    | 0  | 0  | 0  | 0  | 0  | 0  | 0    |
| Indonesia (A) | 0    | 0  | 0  | 0  | 0  | 0  | 0  | 0    |
| Kirguistán    | 0    | 0  | 0  | 0  | 0  | 0  | 0  | 0    |
| Pakistán      | 0    | 0  | 0  | 0  | 0  | 0  | 0  | 0    |

| 29 de junio de 2025 | China Taipéi | vs. | Pakistán | [[]], Yakarta, Indonesia |  |
|                     |              |     |          | Árbitro(s):              |  |

| 29 de junio de 2025 | Indonesia | vs. | Kirguistán | [[]], Yakarta, Indonesia |  |
|                     |           |     |            | Árbitro(s):              |  |

| 2 de julio de 2025 | Kirguistán | vs. | China Taipéi | [[]], Yakarta, Indonesia |  |
|                    |            |     |              | Árbitro(s):              |  |

| 2 de julio de 2025 | Pakistán | vs. | Indonesia | [[]], Yakarta, Indonesia |  |
|                    |          |     |           | Árbitro(s):              |  |

| 5 de julio de 2025 | Kirguistán | vs. | Pakistán | [[]], Yakarta, Indonesia |  |
|                    |            |     |          | Árbitro(s):              |  |

| 5 de julio de 2025 | China Taipéi | vs. | Indonesia | [[]], Yakarta, Indonesia |  |
|                    |              |     |           | Árbitro(s):              |  |

### Grupo E
País anfitrión:  Vietnam
Los horarios indicados son UTC+7.
| Equipos                | Pts. | PJ | PG | PE | PP | GF | GC | Dif. |
| ---------------------- | ---- | -- | -- | -- | -- | -- | -- | ---- |
| Vietnam (A)            | 0    | 0  | 0  | 0  | 0  | 0  | 0  | 0    |
| Guam                   | 0    | 0  | 0  | 0  | 0  | 0  | 0  | 0    |
| Emiratos Árabes Unidos | 0    | 0  | 0  | 0  | 0  | 0  | 0  | 0    |
| Maldivas               | 0    | 0  | 0  | 0  | 0  | 0  | 0  | 0    |

| 29 de junio de 2025 | Guam | vs. | Emiratos Árabes Unidos | Estadio Việt Trì, Việt Trì, Vietnam |  |
|                     |      |     |                        | Árbitro(s):                         |  |

| 29 de junio de 2025 | Vietnam | vs. | Maldivas | Estadio Việt Trì, Việt Trì, Vietnam |  |
|                     |         |     |          | Árbitro(s):                         |  |

| 2 de julio de 2025 | Maldivas | vs. | Guam | Estadio Việt Trì, Việt Trì, Vietnam |  |
|                    |          |     |      | Árbitro(s):                         |  |

| 2 de julio de 2025 | Emiratos Árabes Unidos | vs. | Vietnam | Estadio Việt Trì, Việt Trì, Vietnam |  |
|                    |                        |     |         | Árbitro(s):                         |  |

| 5 de julio de 2025 | Emiratos Árabes Unidos | vs. | Maldivas | Estadio Việt Trì, Việt Trì, Vietnam |  |
|                    |                        |     |          | Árbitro(s):                         |  |

| 5 de julio de 2025 | Vietnam | vs. | Guam | Estadio Việt Trì, Việt Trì, Vietnam |  |
|                    |         |     |      | Árbitro(s):                         |  |

### Grupo F
País anfitrión:  Uzbekistán
Los horarios indicados son UTC+5.
| Equipos        | Pts. | PJ | PG | PE | PP | GF | GC | Dif. |
| -------------- | ---- | -- | -- | -- | -- | -- | -- | ---- |
| Uzbekistán (A) | 0    | 0  | 0  | 0  | 0  | 0  | 0  | 0    |
| Nepal          | 0    | 0  | 0  | 0  | 0  | 0  | 0  | 0    |
| Laos           | 0    | 0  | 0  | 0  | 0  | 0  | 0  | 0    |
| Sri Lanka      | 0    | 0  | 0  | 0  | 0  | 0  | 0  | 0    |

| 29 de junio de 2025 | Nepal | vs. | Laos | [[]], Taskent, Uzbekistán |  |
|                     |       |     |      | Árbitro(s):               |  |

| 29 de junio de 2025 | Uzbekistán | vs. | Sri Lanka | [[]], Taskent, Uzbekistán |  |
|                     |            |     |           | Árbitro(s):               |  |

| 2 de julio de 2025 | Sri Lanka | vs. | Nepal | [[]], Taskent, Uzbekistán |  |
|                    |           |     |       | Árbitro(s):               |  |

| 2 de julio de 2025 | Laos | vs. | Uzbekistán | [[]], Taskent, Uzbekistán |  |
|                    |      |     |            | Árbitro(s):               |  |

| 5 de julio de 2025 | Laos | vs. | Sri Lanka | [[]], Taskent, Uzbekistán |  |
|                    |      |     |           | Árbitro(s):               |  |

| 5 de julio de 2025 | Uzbekistán | vs. | Nepal | [[]], Taskent, Uzbekistán |  |
|                    |            |     |       | Árbitro(s):               |  |

### Grupo G
País anfitrión:  Camboya
Los horarios indicados son UTC+7.
| Equipos        | Pts. | PJ | PG | PE | PP | GF | GC | Dif. |
| -------------- | ---- | -- | -- | -- | -- | -- | -- | ---- |
| Filipinas      | 0    | 0  | 0  | 0  | 0  | 0  | 0  | 0    |
| Hong Kong      | 0    | 0  | 0  | 0  | 0  | 0  | 0  | 0    |
| Camboya (A)    | 0    | 0  | 0  | 0  | 0  | 0  | 0  | 0    |
| Arabia Saudita | 0    | 0  | 0  | 0  | 0  | 0  | 0  | 0    |

| 29 de junio de 2025 | Filipinas | vs. | Arabia Saudita | [[]], Nom Pen, Camboya |  |
|                     |           |     |                | Árbitro(s):            |  |

| 29 de junio de 2025 | Hong Kong | vs. | Camboya | [[]], Nom Pen, Camboya |  |
|                     |           |     |         | Árbitro(s):            |  |

| 2 de julio de 2025 | Arabia Saudita | vs. | Hong Kong | [[]], Nom Pen, Camboya |  |
|                    |                |     |           | Árbitro(s):            |  |

| 2 de julio de 2025 | Camboya | vs. | Filipinas | [[]], Nom Pen, Camboya |  |
|                    |         |     |           | Árbitro(s):            |  |

| 5 de julio de 2025 | Filipinas | vs. | Hong Kong | [[]], Nom Pen, Camboya |  |
|                    |           |     |           | Árbitro(s):            |  |

| 5 de julio de 2025 | Camboya | vs. | Arabia Saudita | [[]], Nom Pen, Camboya |  |
|                    |         |     |                | Árbitro(s):            |  |

### Grupo H
País anfitrión:  Tayikistán
Los horarios indicados son UTC+5.
| Equipos         | Pts. | PJ | PG | PE | PP | GF | GC | Dif. |
| --------------- | ---- | -- | -- | -- | -- | -- | -- | ---- |
| Corea del Norte | 0    | 0  | 0  | 0  | 0  | 0  | 0  | 0    |
| Malasia         | 0    | 0  | 0  | 0  | 0  | 0  | 0  | 0    |
| Palestina       | 0    | 0  | 0  | 0  | 0  | 0  | 0  | 0    |
| Tayikistán (A)  | 0    | 0  | 0  | 0  | 0  | 0  | 0  | 0    |

| 29 de junio de 2025 | Malasia | vs. | Palestina | [[]], Dusambé, Tayikistán |  |
|                     |         |     |           | Árbitro(s):               |  |

| 29 de junio de 2025 | Corea del Norte | vs. | Tayikistán | [[]], Dusambé, Tayikistán |  |
|                     |                 |     |            | Árbitro(s):               |  |

| 2 de julio de 2025 | Palestina | vs. | Corea del Norte | [[]], Dusambé, Tayikistán |  |
|                    |           |     |                 | Árbitro(s):               |  |

| 2 de julio de 2025 | Tayikistán | vs. | Malasia | [[]], Dusambé, Tayikistán |  |
|                    |            |     |         | Árbitro(s):               |  |

| 5 de julio de 2025 | Corea del Norte | vs. | Malasia | [[]], Dusambé, Tayikistán |  |
|                    |                 |     |         | Árbitro(s):               |  |

| 5 de julio de 2025 | Palestina | vs. | Tayikistán | [[]], Dusambé, Tayikistán |  |
|                    |           |     |            | Árbitro(s):               |  |